# Fantastic Beasts and Where to Find Them (soundtrack)
Fantastic Beasts and Where to Find Them is een muziekalbum uit 2016, met de filmmuziek van de gelijknamige film, gebaseerd op een boek van J.K. Rowling. De muziek voor deze spin-off van de Harry Potterfilmserie werd gecomponeerd door James Newton Howard. Het album bevat 17 tracks op de standaard editie en 9 extra bonustracks op de Deluxe editie.
De muziek werd opgenomen in de Abbey Road Studios en de AIR Lyndhurst Studios in Londen. Het orkest stond onder leiding van Pete Anthony. In de filmmuziek zong het koor London Voices. In de muziek is ook op sommige momenten een stukje uit Hedwig's Theme van John Williams te horen. Het nummer Blind Pig op de Deluxe editie werd gezongen door de zangeres Emmi. Het album werd door WaterTower Music vrijgegeven op 18 november 2016 op cd, vinyl en als digitale download. Het album ontving drieënhalve ster op AllMusic.

## Nummers

### Standard edition
| Nr. | Titel                                                                                     | Duur  |
| --- | ----------------------------------------------------------------------------------------- | ----- |
| 1   | Main Titles - Fantastic Beasts and Where To Find Them                                     | 2:56  |
| 2   | There Ara Witches Among Us / The Bank / The Niffler                                       | 6:55  |
| 3   | Tina Takes Newt In / Macusa Headquarters                                                  | 1:57  |
| 4   | Pie or Strudel / Escaping Queenie and Tina's Place                                        | 3:06  |
| 5   | Credence Hand Out Leaflets                                                                | 2;05  |
| 6   | Inside The Case                                                                           | 9:10  |
| 7   | The Erumpent                                                                              | 3:00  |
| 8   | In The Cells                                                                              | 2:12  |
| 9   | Tina and Newt Trial / Let's Get The Good Stuff Out / You're One of Us Now / Swooping Evil | 8:01  |
| 10  | Gnarlak Negotiations                                                                      | 2:58  |
| 11  | The Demiguise and The Occamy                                                              | 4:07  |
| 12  | A Close Friend                                                                            | 1:52  |
| 13  | The Obscurus / Rooftop Chase                                                              | 3:50  |
| 14  | He's Listening To You Tina                                                                | 2:07  |
| 15  | Relieve Him of His Wand / Newt Releases The Thunderbird / Jacob's Farewell                | 12:34 |
| 16  | Newt Says Goodbye to Tina / Jacob's Bakery                                                | 3:28  |
| 17  | End Titles - Fantastic Beasts and Where To Find Them                                      | 2:22  |

### Deluxe edition (bonus - disc 2)
| Nr. | Titel                          | Duur |
| --- | ------------------------------ | ---- |
| 1   | A Man and His Beasts           | 8:31 |
| 2   | Soup and Leaflets              | 2:20 |
| 3   | Billywig                       | 1:31 |
| 4   | The Demiguise and the Lollipop | 0:59 |
| 5   | I'm Not Your Ma                | 2:05 |
| 6   | Blind Pig – Emmi               | 1:29 |
| 7   | Newt Talks To Credence         | 2:13 |
| 9   | Kowalski Rag                   | 5:13 |

## Hitnoteringen

### VlaamseUltratop 200 Albums
| Hitnotering: (Week 1 t/m 13) 26-11-2016 t/m 18-02-2017 Hitnotering: (Week 14) 04-03-2017 Hitnotering: (Week 15 t/m 19) 25-03-2017 t/m 22-04-2017 | Hitnotering: (Week 1 t/m 13) 26-11-2016 t/m 18-02-2017 Hitnotering: (Week 14) 04-03-2017 Hitnotering: (Week 15 t/m 19) 25-03-2017 t/m 22-04-2017 | Hitnotering: (Week 1 t/m 13) 26-11-2016 t/m 18-02-2017 Hitnotering: (Week 14) 04-03-2017 Hitnotering: (Week 15 t/m 19) 25-03-2017 t/m 22-04-2017 | Hitnotering: (Week 1 t/m 13) 26-11-2016 t/m 18-02-2017 Hitnotering: (Week 14) 04-03-2017 Hitnotering: (Week 15 t/m 19) 25-03-2017 t/m 22-04-2017 | Hitnotering: (Week 1 t/m 13) 26-11-2016 t/m 18-02-2017 Hitnotering: (Week 14) 04-03-2017 Hitnotering: (Week 15 t/m 19) 25-03-2017 t/m 22-04-2017 | Hitnotering: (Week 1 t/m 13) 26-11-2016 t/m 18-02-2017 Hitnotering: (Week 14) 04-03-2017 Hitnotering: (Week 15 t/m 19) 25-03-2017 t/m 22-04-2017 | Hitnotering: (Week 1 t/m 13) 26-11-2016 t/m 18-02-2017 Hitnotering: (Week 14) 04-03-2017 Hitnotering: (Week 15 t/m 19) 25-03-2017 t/m 22-04-2017 | Hitnotering: (Week 1 t/m 13) 26-11-2016 t/m 18-02-2017 Hitnotering: (Week 14) 04-03-2017 Hitnotering: (Week 15 t/m 19) 25-03-2017 t/m 22-04-2017 | Hitnotering: (Week 1 t/m 13) 26-11-2016 t/m 18-02-2017 Hitnotering: (Week 14) 04-03-2017 Hitnotering: (Week 15 t/m 19) 25-03-2017 t/m 22-04-2017 | Hitnotering: (Week 1 t/m 13) 26-11-2016 t/m 18-02-2017 Hitnotering: (Week 14) 04-03-2017 Hitnotering: (Week 15 t/m 19) 25-03-2017 t/m 22-04-2017 | Hitnotering: (Week 1 t/m 13) 26-11-2016 t/m 18-02-2017 Hitnotering: (Week 14) 04-03-2017 Hitnotering: (Week 15 t/m 19) 25-03-2017 t/m 22-04-2017 | Hitnotering: (Week 1 t/m 13) 26-11-2016 t/m 18-02-2017 Hitnotering: (Week 14) 04-03-2017 Hitnotering: (Week 15 t/m 19) 25-03-2017 t/m 22-04-2017 | Hitnotering: (Week 1 t/m 13) 26-11-2016 t/m 18-02-2017 Hitnotering: (Week 14) 04-03-2017 Hitnotering: (Week 15 t/m 19) 25-03-2017 t/m 22-04-2017 |
| Week: | 1 | 2 | 3 | 4 | 5 | 6 | 7 | 8 | 9 | 10 | 11 | |
| --- | --- | --- | --- | --- | --- | --- | --- | --- | --- | --- | --- | --- |
| Positie: | 68 | 86 | 71 | 93 | 108 | 98 | 102 | 68 | 109 | 89 | 106 | |
| Week: | 12 | 13 | | 14 | | 15 | 16 | 17 | 18 | 19 | | |
| Positie: | 178 | 124 | uit | 160 | uit | 139 | 165 | 193 | 161 | 158 | uit | |

### NPO Klassiek Filmmuziek Top 200
| Fantastic Beasts and Where to Find Them in de NPO Klassiek Filmmuziek Top 200 | Fantastic Beasts and Where to Find Them in de NPO Klassiek Filmmuziek Top 200 | Fantastic Beasts and Where to Find Them in de NPO Klassiek Filmmuziek Top 200 |
| Jaar                                                                          | 2024                                                                          | 2025                                                                          |
| ----------------------------------------------------------------------------- | ----------------------------------------------------------------------------- | ----------------------------------------------------------------------------- |
| Positie                                                                       | 183                                                                           | 190                                                                           |